# Ruth Duckworth
Ruth Duckworth   (Hamburg, 10 d'abril de 1919 - Chicago, 18 d'octubre de 2009) va ser una escultora modernista especialitzada en ceràmica. Treballava sobretot amb gres i porcellana, tot i que també, en ocasions, en bronze. La majoria de les seves escultures no tenen títol. La seva peça més coneguda és Clouds over Lake Michigan (Núvols sobre el llac Michigan) de Llac, una escultura mural.

## Infància i estudis
Nascuda Ruth Windmüller el 10 d'abril de 1919 a Hamburg, Alemanya, Ruth Duckworth va començar a dibuixar després que un metge li recomanés quedar-se a casa per millorar la seva salut. Era la més jove de cinc germans. El seu germà més gran va prometre cuidar-la la resta de la seva vida, però va morir quan un submarí japonès va enfonsar el seu vaixell.
Filla de mare luterana i de pare jueu, va deixar Alemanya per estudiar al Liverpool College of Art el 1936, ja que no podia estudiar art al seu país d'origen a causa de les restriccions imposades per l'Alemanya nazi. Més tard va estudiar a la Hammersmith School of Art i a la City and Guilds of London Art School, on va aprendre a gravar pedra. Utilitzant aquestes habilitats, va iniciar la seva carrera escultòrica especialitzant-se en gravats per a làpides. Quan va inscriure's a l'escola d'art, li van preguntar si es volia especialitzar en dibuix, pintura, o escultura. Va insistir que volia aprendre a fer-ho tot; després de tot, era el que havia fet Michelangelo.
- 1919: Neix a Hamburg, Alemanya
- 1936 – 1940: Liverpool College of Art[4]
- 1955: Hammersmith Escola d'Art
- 1956 – 1958: Central School of Arts and Crafts, London, England London, Anglaterra
- 1982: Doctorat honorífic, DePaul University Chicago, IL
- 2007: Doctorat Honoris Causa, Universitat per Estudis Creatius, Detroit, Michigan, EUA

## Ceramista
Inspirada per una exposició de peces artístiques provinents de l'Indià, Duckworth va estudiar ceràmica artística a la Central School of Art and Design a partir del 1956. Tot i que en la seva obra ceràmica primerenca va recórrer a les formes tradicionals, aviat va començar a crear obres més abstractes. La seva obra va començar a situar-se en un terme mig que no pertanyia ni a les típiques formes ceràmiques tornejades i cuites en un forn ni a les formes estàndards d'escultura que es realitzaven en metall, pedra o fusta. Com ho descrivia el ceramista Tony Franks l'estil " de ceràmica orgànica de Duckworth havia arribat com si fos la festa de la verema festival de collita, i perduraria fermament en aquesta posició fins als anys 70". Mentre ceramistes com Bernard Leach van menystenir la seva obra, altres artistes del Regne Unit van començar adoptar el seu estil en les seves peces ceràmiques fetes a mà.
Definia la porcellana com "un material molt temperamental. Constantment m'hi estic barallant. Ell vol reclinar-se, tu vols que estigui dret. He de fer-li fer el que no vol fer. Però no hi ha cap altre material que comuniqui de manera tan efectiva força i fragilitat alhora."
El 1964 Duckworth va acceptar un càrrec de professora a la University of Chicago's Midway Studios. Va quedar-s'hi tota la dècada següent, fins que va decidir establir-se permanentment als Estats Units, la seva tercera pàtria. La universitat li va encarregar la sèrie de murals Terra, Aigua i Cel (1967–68) per al seu edifici de Ciències Geofísiques, ja que contenien dissenys topogràfics sobrevolats per núvols de porcellana basats en fotografies de satèl·lit. El seu mural de 22 metres quadrats Núvols sobre el Llac Michigan (1976) és una representació figurativa de la conca del Llac Michigan i és exposat a l'edifici Chicago Board Options Exchange. Mentre era a la Universitat de Chicago, Duckworth va tenir un taller al barri de Pilsen, al Lower West Side de Chicago.
Va romandre a Chicago després de jubilar-se de la universitat el 1977 i es va traslladar a un espai del barri de Lakeview a la part nord de la ciutat, en el que havia estat una antiga fàbrica de conserves. Tenia un forat al terra d'una de les habitacions del seu segon pis des del qual podia veure les peces en procés al seu taller i alhora previsualitzar com quedarien en una paret. Allà va idear les grans peces de bronze que va fer per a l'Eastern Illinois University, el Lewis and Clark Community College i la Northeastern Illinois University.
El 2005 es va tenir lloc una exposició retrospectiva de la seva obra titulada Ruth Duckworth: Modernist Sculptor al Museum of Arts & Design de Nova York, que després es va poder veure a molts altres museus del país. El 2006, les seves obres van ser presentades a l'Art Expo, al Seventh Regiment Armory de Manhattan. La seva obra també està exposada en molts altres museus del món incloent el Victòria & Albert Museum a Londres.
Hi ha un documental pòstum sobre l'escultora titulat Ruth Duckworth: A Life in Clay. Ruth Duckworth sintetitza artísticament estètiques corresponents a molts llocs i temps diferents amb una visió contemporània única, cosa que es manifesta de manera magistral en els seus estudis figuratius basats en el formalisme ciclàdic.

## Mort
Duckworth va morir a Chicago a l'edat de 90 anys el 19 d'octubre de 2009, al Seasons Hospice & Palliative Care, després d'una breu malaltia.